# غوردن غرير
غوردن غرير (بالإنجليزية: Gordon Greer)‏ (14 ديسمبر 1980 بغلاسكو في المملكة المتحدة - ) هو لاعب كرة قدم بريطاني في مركز الدفاع. شارك مع منتخب اسكتلندا الثانوي لكرة القدم ‏ ومنتخب اسكتلندا لكرة القدم. أما مع النوادي، فقد لعب مع برايتون أند هوف ألبيون وبلاكبيرن روفرز وستوكبورت كونتي وسويندون تاون ونادي دونكاستر روفرز ونادي كيلمارنوك ونادي كلايد.

## مسيرته الكروية
لعب غوردن غرير خلال مسيرته الاحترافية مع 7 أندية في عشرون موسمًا وسجل خلالها 14 هدفًا ضمن 467 مباراة. ولم يفز بأي موسم بالكأس أو بالدوري.
خاض غوردن غرير مسيرته مع نادي كلايد في موسم 2000–01 لمدة موسم واحد، مشاركًا في 30 مباراة ولم يسجل أي هدف. ثم انتقل إلى نادي بلاكبيرن روفرز في موسم 2001–02 في المرة الأولى ولمدة موسمين ثم في موسم 2016–17 لمدة موسم واحد، حيث شارك طوالها في 21 مباراة ولم يسجل أي هدف أيضًا. لينتقل بعدها إلى نادي ستوكبورت كونتي في موسم 2002–03 لمدة موسم واحد، مشاركًا في 5 مباريات سجل خلالها هدفًا واحدًا. ثم انتقل إلى نادي كيلمارنوك في موسم 2003–04 في المرة الأولى ليلعب معه أربعة مواسم ثم في موسم 2017–18 لمدة موسم واحد، مشاركًا طوالها في 127 مباراة سجل خلالها 5 أهداف. هذا وانتقل لاحقًا إلى نادي دونكاستر روفرز في موسم 2007–08 ولمدة موسمين، مشاركًا في 12 مباراة سجل خلالها هدفًا واحدًا. ثم انتقل بعدها إلى نادي سويندون تاون في موسم 2008–09 ولمدة موسمين، مشاركًا في 63 مباراة سجل خلالها هدفين. ليعود وينتقل من جديد، لكن هذه المرة إلى نادي برايتون أند هوف ألبيون في موسم 2010–11 ليلعب معه ستة مواسم، مشاركًا في 209 مباراة سجل خلالها 5 أهداف.

## وصلات خارجية
- غوردن غرير على موقع قاعدة بيانات كرة القدم.إي يو (الإنجليزية)
- غوردن غرير على موقع ناشيونال فوتبول تيمز (الإنجليزية)
- غوردن غرير على موقع Soccerbase.com (لاعب) (الإنجليزية)
- غوردن غرير على موقع Soccerway.com (الإنجليزية)